# Список оригінальних програм Paramount+
Paramount+ (раніше CBS All Access) — стрімінговий відеосервіс OTT, який працює за передплатою і керований CBS. Надає доступ до нового і старого контенту CBS, а також прямих трансляцій основних телеканалів медіахолдингу при наявності такої можливості з боку місцевих партнерів.

## Оригінальні серіали

### Драма
| Назва                          | Жанр                                  | Прем'єра            | Кількість серій        | Час       | Статус                                                        |
| ------------------------------ | ------------------------------------- | ------------------- | ---------------------- | --------- | ------------------------------------------------------------- |
| Хороша боротьба                | Юридична драма                        | 19 лютого 2017      | 5 сезонів, 50 епізодів | 49–53 хв. | Прем'єра останнього сезону запланована на 8 вересня 2022 року |
| Зоряний шлях: Дискавері        | Наукова фантастика                    | 24 вересня 2017     | 4 сезони, 55 епізодів  | 37–65 хв. | Оновлено                                                      |
| Дивний ангел                   | Драма історичного періоду             | 14 червня 2018      | 2 сезони, 17 епізодів  | 46–54 хв. | Завершено                                                     |
| Один долар                     | Таємничий трилер                      | 30 серпня 2018 року | 1 сезон, 10 епізодів   | 50–57 хв. | Завершено                                                     |
| Зоряний шлях: Короткі шляхи    | Антологія наукової фантастики         | 4 жовтня 2018       | 2 сезони, 10 епізодів  | 8–18 хв.  | Завершено                                                     |
| Розкажи мені казку             | Антологія психологічного трилера      | 31 жовтня 2018      | 2 сезони, 20 епізодів  | 42–57 хв. | Завершено                                                     |
| Сутінкова зона                 | Антологія наукового фентезі           | 1 квітня 2019       | 2 сезони, 20 епізодів  | 37–56 хв. | Завершено                                                     |
| Зоряний шлях: Пікар            | Наукова фантастика                    | 23 січня 2020       | 2 сезони, 20 епізодів  | 39–58 хв. | Продовжено на останній сезон                                  |
| Допит                          | Справжня кримінальна драма            | 6 лютого 2020       | 1 сезон, 10 епізодів   | 39–52 хв. | Завершено                                                     |
| Протистояння                   | Апокаліптична фантастична драма жахів | 17 грудня 2020      | 9 епізодів             | 49–65 хв. | міні-серіал                                                   |
| Койот                          | Кримінальна драма                     | 7 січня 2021        | 1 сезон, 6 епізодів    | 43–56 хв. | Завершено                                                     |
| Мер Кінгстауна                 | Кримінальний трилер                   | 14 листопада 2021   | 1 сезон, 10 епізодів   | 47–66 хв. | Оновлено                                                      |
| 1883                           | Нео-вестерн драма                     | 19 грудня 2021      | 10 епізодів            | 44–67 хв. | Міні-серіал                                                   |
| Halo                           | Військова фантастика                  | 24 березня 2022     | 1 сезон, 9 епізодів    | 40–59 хв. | Оновлено                                                      |
| Пропозиція                     | драма                                 | 28 квітня 2022      | 10 епізодів            | 51–69 хв. | міні-серіал                                                   |
| Зоряний шлях: Дивні нові світи | Наукова фантастика                    | 5 травня 2022       | 1 сезон, 10 епізодів   | 46–63 хв. | Оновлено                                                      |
| В очікуванні виходу            |                                       |                     |                        |           |                                                               |
| Талса Кінг                     | драма                                 | 13 листопада 2022   | TBA                    | TBA       | Зйомки                                                        |

### Комедія
| Назва                               | Жанр               | Прем'єра          | Кількість серій       | Час       | Статус       |
| ----------------------------------- | ------------------ | ----------------- | --------------------- | --------- | ------------ |
| Немає активності                    | Комедія            | 12 листопада 2017 | 4 сезони, 32 епізодів | 25–33 хв. | Завершено    |
| Чому жінки вбивають                 | Чорний гумор драма | 15 серпня 2019    | 2 сезони, 20 епізодів | 45–56 хв. | Завершено    |
| Айкарлі                             | ситком             | 17 червня 2021    | 2 сезони, 23 епізодів | 23–26 хв. | Оновлено     |
| Винна сторона                       | Чорна комедія      | 14 жовтня 2021    | 1 сезон, 10 епізодів  | 28–35 хв. | В очікуванні |
| Гра                                 | Комедійна драма    | 11 листопада 2021 | 1 сезон, 10 епізодів  | 29–37 хв. | Оновлено     |
| The Fairly OddParents: Досить дивні | ситком             | 31 березня 2022   | 1 сезон, 13 епізодів  | 24–25 хв. | В очікуванні |
| Гравці                              | Мок'юментарі       | 16 червня 2022 р  | 1 сезон, 10 епізодів  | 28–35 хв. | В очікуванні |

### Анімація

#### Доросла анімація
| Назва                      | Жанр                        | Прем'єра        | Кількість серій        | Час       | Статус                                          |
| -------------------------- | --------------------------- | --------------- | ---------------------- | --------- | ----------------------------------------------- |
| Вилучення новин            | Естрадна новина сатира      | 7 квітня 2020   | 2 сезони, 233 епізодів | 5–44 хв.  | Перенесено на Comedy Central                    |
| Зоряний шлях: Нижні палуби | Науково-фантастична комедія | 6 серпня 2020 р | 2 сезони, 20 епізодів  | 24–26 хв. | Прем'єра 3 сезону запланована на 25 серпня 2022 |
| Будинок Харпер             | Комедія                     | 16 вересня 2021 | 1 сезон, 10 епізодів   | 24–25 хв. | Завершено                                       |

#### Діти та сім'я
| Назва                               | Жанр               | Прем'єра         | Кількість серій      | Час       | Статус                     |
| ----------------------------------- | ------------------ | ---------------- | -------------------- | --------- | -------------------------- |
| Табір «Корал»: Дитинство Губки Боба | Комедія            | 4 березня 2021   | 1 сезон, 26 епізодів | 22–23 хв. | 1 сезон триває; Оновлено   |
| Охура                               | Комедія            | 27 травня 2021   | 1 сезон, 24 епізоди  | 23–44 хв. | Продовжено на 2 і 3 сезони |
| Зоряний шлях: Вундеркінди           | Наукова фантастика | 28 жовтня 2021   | 1 сезон, 20 епізодів | 23–45 хв. | 1 сезон триває; Оновлено   |
| Великий Нейт                        | Комедія            | 17 лютого 2022 р | 1 сезон, 26 епізодів | 23 хв.    | 1 сезон триває; Оновлено   |

## Майбутні оригінальні серіали

### драма
| Назва                                | Жанр                              | Прем'єра     | Кількість серій      | Час | Статус           |
| ------------------------------------ | --------------------------------- | ------------ | -------------------- | --- | ---------------- |
| Єллоустоун 1923                      | Нео-вестерн драма                 | Грудень 2022 | TBA                  | TBA | Замовлення серій |
| Кроляча нора                         | Шпигунська драма                  | 2022 рік     | 1 сезон, 8 епізодів  | TBA | Зйомки           |
| Вовча зграя                          | Фільм жахів                       | 2023 рік     | TBA                  | TBA | Зйомки           |
| Турецький детектив                   | Кримінальний трилер               | 2023 рік     | 1 сезон, 8 епізодів  | TBA | Зйомки           |
| Фатальний потяг                      | Міні -серіал психологічний трилер | TBA          | TBA                  | TBA | Зйомки           |
| Єллоустоун 1883: Історія Басса Рівза | Вестерна драма                    | TBA          | TBA                  | TBA | Замовлення серій |
| Американська трагедія                | Антологія кримінальної драми      | TBA          | TBA                  | TBA | Замовлення серій |
| Злочинні розуми                      | Кримінальна драма                 | TBA          | 1 сезон, 10 епізодів | TBA | Замовлення серій |
| Flashdance                           | драма                             | TBA          | TBA                  | TBA | Замовлення серій |
| Щасливе обличчя                      | Справжня кримінальна драма        | TBA          | TBA                  | TBA | Замовлення серій |
| Італійська робота                    | Бойовик, пограбування             | TBA          | TBA                  | TBA | Замовлення серій |
| Land Man                             | драма                             | TBA          | TBA                  | TBA | Замовлення серій |
| Левиця                               | Шпигунська драма                  | TBA          | TBA                  | TBA | Замовлення серій |
| Історія кохання                      | Романтична драма                  | TBA          | TBA                  | TBA | Замовлення серій |
| Паралаксний вид                      | Політичний трилер                 | TBA          | TBA                  | TBA | Замовлення серій |
| Шкільні духи                         | драма                             | TBA          | 1 сезон, 8 епізодів  | TBA | Замовлення серій |

### Комедія
| Назва                                | Жанр                         | Прем'єра | Кількість серій      | Час | Статус              |
| ------------------------------------ | ---------------------------- | -------- | -------------------- | --- | ------------------- |
| Фрейзер                              | ситком                       | 2022     | TBA                  | TBA | Замовлення серій    |
| Grease: Rise of the Pink Ladies      | Музична романтична комедія   | 2022     | 1 сезон, 10 епізодів | TBA | Зйомки              |
| Серіал «Гучний дім» без назви        | ситком                       | 2022     | 1 сезон, 10 епізодів | TBA | Зйомки              |
| Untitled Sonic the Hedgehog спін-офф | Бойовик-пригодницька комедія | 2023     | TBA                  | TBA | Порядок мінісеріалу |
| Дора-мандрівниця                     | Пригодницька комедія         | TBA      | TBA                  | TBA | Замовлення серій    |

### Анімація

#### Доросла анімація
| Назва                       | Жанр    | Прем'єра | Кількість серій | Час | Статус           |
| --------------------------- | ------- | -------- | --------------- | --- | ---------------- |
| Усі все ще ненавидять Кріса | Комедія | TBA      | TBA             | TBA | Замовлення серій |

#### Діти та сім'я
| Назва                    | Жанр                      | Прем'єра        | Кількість серій      | Час | Статус           |
| ------------------------ | ------------------------- | --------------- | -------------------- | --- | ---------------- |
| Трансформери: EarthSpark | Наукова фантастика        | листопад 2022 р | 1 сезон, 26 епізодів | TBA | В очікуванні     |
| Дора-мандрівниця         | Розвиваюча дитяча комедія | 2023 рік        | TBA                  | TBA | Замовлення серій |